# Castello ducale Orsini
Il Castello ducale Orsini si trova a Fiano Romano nella città metropolitana di Roma Capitale.
Il Castello fu costruito tra il 1489 e il 1493 su commissione di Niccolò III Orsini, conte di Pitigliano, Sovana e Nola.
Il Castello ha assunto la denominazione di Castello ducale solo nel Seicento, con il passaggio del feudo di Fiano dalla famiglia Orsini a Caterina de' Nobili, madre del cardinale Francesco Sforza. Quest'ultimo, a cui la madre donò poi il feudo nel 1606, fece erigere Fiano a ducato con una bolla di Papa Paolo V del 18 luglio 1608 per il figlio, legittimo e riconosciuto, Sforzino Sforza.

## Storia

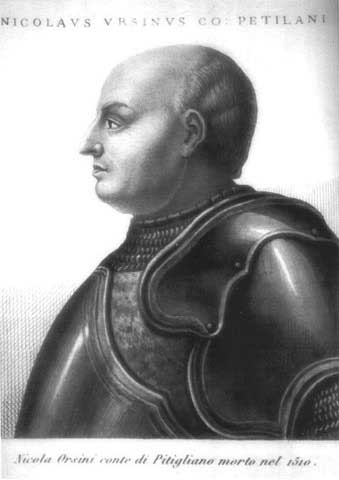
Niccolò III Orsini

Nel 1489, su committenza di Niccolò III Orsini, vennero avviati i lavori per l'edificazione della Rocca di Fiano Romano su un insediamento già presente e di epoca medievale. I lavori si conclusero probabilmente nel 1493, anno inciso su uno dei camini delle sale del Castello (Sala del Melograno). Ai lavori voluti dal Conte Orsini si deve l'ala prospiciente Porta Capena, la porta di ingresso al borgo, dalla tipica struttura Rinascimentale con un arco a tutto sesto a conci bugnati.
A causa della scarsità di notizie certe, è estremamente difficile affermare con certezza chi sia stato l'architetto o quali siano state le maestranze che presero parte ai lavori di edificazione. Dalle fonti di Niccolò III Orsini, si apprende però che, nei suoi frequenti contatti e riunioni romane, entrò in contatto con il grande costruttore di fortificazioni medievali Giuliano da Sangallo, al quale commissionò il rifacimento del Palazzo Orsini di Pitigliano, che evidenzia molte analogie con gli elementi architettonici e strutturali di quello di Fiano Romano.
Ospiti del Castello furono, tra gli altri, anche Papa Alessandro VI e il suo seguito, durante una visita a Fiano il 19 dicembre del 1493 per omaggiare il conte Orsini dei servigi resigli contro il suo rivale Giuliano della Rovere, avendone il Conte sconfitto i mercenari assoldati da quest'ultimo nelle campagne romane. Della visita del Papa in quell'occasione resta ancora oggi testimonianza nella lapide in travertino posta su una delle pareti della scalinata esterna che conduce al piano nobile del Castello. La lapide non era originariamente collocata all'interno del Castello, ma posta all'ingresso dell'antica chiesa di Santa Maria delle Grazie (o Nostra Signora delle Grazie) e dalla quale venne asportata qualche tempo prima che la stessa chiesa fu distrutta da un incendio.
Durante il suo viaggio verso Roma, nell'aprile del 1504, anche Pietro Bembo fu ospite all'interno del Castello. Bembo racconta nei suoi scritti che «il giorno 24 del mese di aprile, dopo aver lasciato Città di Castello, a distanza di sedici miglia da Ocriculo, circa alle ore 23» arriva nella «terra di Fiano», viene ricevuto dal Conte di Pitigliano e ospitato per quattro giorni. Il giorno 28, sempre del mese di aprile, lascia Fiano e si avvia verso Roma, fermandosi a Prima Porta «che dista soltanto sette miglia dalla città».
Alla morte di Niccolò III Orsini, il feudo di Fiano e i relativi possedimenti, compreso il Castello, divenne di proprietà del cardinale Francesco Sforza (1606) e dal 1621 di Orazio Ludovisi, generale della Santa Chiesa e fratello di Papa Gregorio XV. Nel 1690 il ducato venne poi assegnato a Marco Ottoboni, generale delle Galee pontificie. La figlia di Marco Ottoboni, Maria Francesca Ottoboni, sposerà poi Pier Gregorio Boncompagni Ludovisi. Quest'ultimo assumerà il cognome della moglie, e il ducato e il Castello resteranno ai suoi discendenti per più di duecento anni, fino al 1897, quando Marco Boncompagni Ludovisi Ottoboni venderà l'intera proprietà al commendatore Carlo Menotti, importante costruttore e latifondista dell'epoca.
Passata la proprietà al figlio Mario Menotti,  dopo la fine della Seconda Guerra Mondiale le sorelle di Mario Menotti, morto all'estero, ereditarono il Castello che in parte vendettero e in parte donarono alle Suore Domenicane di Santa Caterina da Siena. Queste vi istituirono un collegio riservato alle orfane dei carabinieriche poi, con gli anni, divenne una scuola materna privata.
Nel 1993, il Castello è stato acquistato dal Comune di Fiano Romano e da bene ecclesiastico è diventato di proprietà dell'ente locale che vi ha ospitato uffici, la biblioteca, sale conferenze e di rappresentanza, mostre ed eventi di vario genere.

## Descrizione
La parte principale del castello è a pianta rettangolare. Delle torri sono poste a difesa del castello. La più piccola è quadrangolare con scarpata nella parte più bassa. La più grande, detta mastio, è circolare, è posta nel cassero, è alta 30 metri e consta di mura larghe 2,70 metri.
All'interno vi è un cortile; una scalinata porta dal cortile al piano nobile, ove, a mezzogiorno il sole illumina gli interni. La terrazza è adornata da merlatura guelfa ove i signori del castello amavano mirare tutti i loro terre.

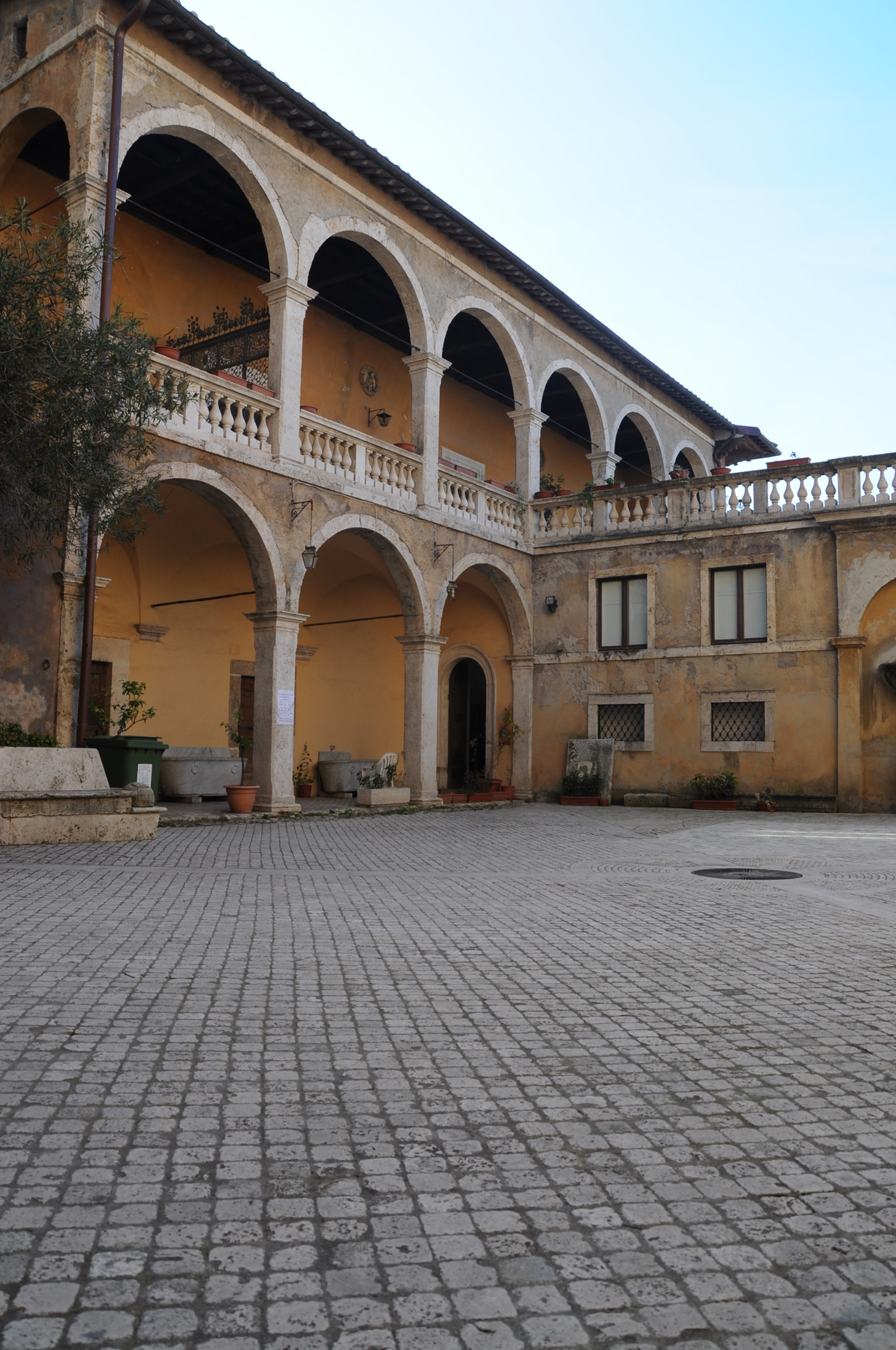
Il cortile del Castello di Fiano Romano e l'ala quattrocentesca fatta edificare da Niccolò III Orsini

L'ala quattrocentesca fu realizzata da Niccolò III Orsini, divisa in nove sale, collegate tra loro da porte nei cui stipiti ricorre la scritta "Nicolaus Tirtius Ursinus 1493", ossia la data in cui i lavori furono eseguiti e, verosimilmente, quando gli affreschi furono ultimati.
- Sala Montefeltro. Questa sala è ornata da fregi intarsiati e scolpiti in legno, vagamente ricorda lo studio di Guido da Montefeltro;
- Sala Studio Orsini. Questa sala è affrescata con gli stemmi dei Signori e di Niccolò III Orsini. In una teca ove veniva conservato l'olio santo vi sono le immagini di 4 santi:
  - San Girolamo;
  - San Giovanni Battista;
  - San Rocco;
  - e Santa Caterina d'Alessandria.

Sul frontone del camino sono scolpite le iniziali della moglie di Niccolò III Orsini ed un'orsa che tiene un compasso.
- Sala della Guardia. Il 19 dicembre 1493, papa Alessandro VI Borgia concesse le indulgenze. L'evento è commemorato da una lapide su una scalea. Ora questa sala viene utilizzata come sala convegni e per matrimoni.
- Sala del Coro. Si tratta di una piccola sala affrescata. Il soffitto presenta una decorazione ad architravi.
- Sala dello Zodiaco. Vi sono 12 affreschi delle 12 costellazioni e degli stemmi di famiglie imparentate con gli Orsini. Sul soffitto, di forma a volta a botte, è posta un'orsa stemma degli Orsini.
- Sala delle Vergini o sala blu. In alcune lunette sono rappresentate quattro donne che annunciano la nascita di cristo che posano lo sguardo verso un punto misterioso.
- Sala del Cristo. Sul soffitto è ridondante lo stemma degli Orsini. Al centro spicca il sacro Cuore.
- Sala degli Ubaldini. In questa sala sono rappresentati gli stemmi delle famiglie imparentate con gli Orsini.
- Sala del melograno. Alcuni restauri recenti l'hanno irreparabilmente depauperata. Sul soffitto, tuttavia, si riescono a scorgere degli affreschi floreali di puro gusto rinascimentale ed un camino datato 1493.

## Restauro
Nell'agosto 2022 il Comune di Fiano Romano bandì un concorso per definire un progetto di recupero che comprendesse anche un visione di un futuro utilizzo dell'immobile. A gennaio 2023 il concorso fu vinto da Grazzini Tonazzini Colombo, un gruppo di giovani professionisti, (Arch. Giorgia Colombo, Arch. Ing. Michele Grazzini, Arch. Ing. Andrea Tonazzini) che proposero la realizzazione di un centro per le arti e la cultura, con interventi che sapessero armonizzarsi con le diverse stratificazioni storiche del Castello (medievale, rinascimentale e tardo settecentesca). Il costo preventivato del restauro era di circa 1,7 milioni di euro.